# Pałac Heliopolis

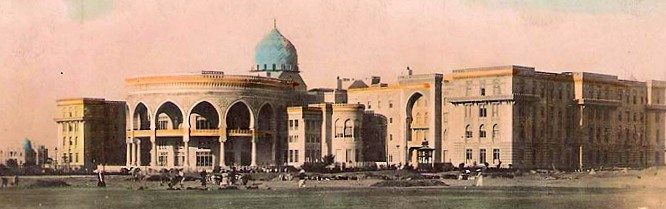
Pałac Heliopolis na starym zdjęciu

Pałac Heliopolis (ang. Heliopolis Palace, arab. قصر رئاسة الجمهورية  Ra’isa Kasr al-jumhuria) – jeden z egipskich pałaców prezydenckich i budynek urzędu prezydenta Egiptu. Znajduje się w dzielnicy Heliopolis, w północno-wschodniej dzielnicy Kairu, na wschód od Nilu w Egipcie. Wybudowano go jako Heliopolis Palace Hotel w 1910 roku. Kasr al-Ittihadiya (Unity Palace) służył do użytku prezydenta Husniego Mubaraka.